# Chu Ci
Chu Ci (cinese tradizionale: 楚辭; cinese semplificato: 楚辞: pinyin: Chǔ Cí), nota anche Canti del Sud o Canti di Chu, è un'antologia di poesie cinesi scritte da Qu Yuan e Song Yu del periodo dei regni combattenti e da imitatori successivi del loro stile poetico. Composta da cinquantotto poesie brevi e sei poesie lunghe, Chu Ci è la seconda più antica raccolta di poesie cinesi di cui si abbia testimonianza.

## Storia
Il Chu Ci prese il nome da una nuova forma di poesia che nacque e fiorì nell'area di Chu durante il periodo dei regni combattenti. Come nuovo stile letterario, il chu ci abbandonò i classici versi a quattro caratteri utilizzati nelle poesie dello Shijing e adottò versi di lunghezza variabile. Questo gli conferiva maggior ritmo ed ampiezza di espressione. Inoltre, il chu ci doveva essere recitato usando pronunce del dialetto di Chu, diversamente dalle poesie dello Shi Jing, che si cantavano usando dialetti a nord del Fiume Giallo.
La raccolta di poesie di Qu Yuan e Song Yu incluse nel Chu Ci, come pure opere di altri poeti di Chu, erano già popolari durante la dinastia degli Han Occidentali. Il Libro degli Han annotava 106 poeti di Chu con 1.318 composizioni. Anche molti affermati poeti Han imitarono lo stile del chu ci e produssero la loro giusta parte di poesie notevoli. Tuttavia, fu solo durante il regno dell'Imperatore Cheng che Liu Xiang organizzò e compilò le poesie di Qu Yuan e Song Yu, nonché quelle di poeti Han (compresi Wang Bao (王褒), Jia Yi (賈誼), Yan Ji (嚴忌) e Liu Xiang stesso), nel Chu Ci come è noto oggi.

## Qu Yuan
Sebbene il Chu Ci sia un'antologia di poesie scritte da molti autori, Qu Yuan ne era senza dubbio la figura centrale. Ministro alla corte del re Huai di Chu, Qu Yuan sostenne la formazione di un'alleanza con gli altri stati contro il dominio di Qin. Tuttavia, i suoi consigli non furono accolti ed egli fu ostracizzato da altri funzionari a corte. Vedendo la corruzione dei suoi colleghi e l'incapacità del suo re, Qu Yuan allora si esiliò ed infine si suicidò nel fiume Miluo quando Qin sconfisse Chu nel 278 a.C. È in ricordo delle circostanze della sua morte che ogni anno si tengono le corse delle barche drago.
Durante i suoi giorni di esilio, si ritiene che Qu Yuan abbia scritto Li Sao, il suo magnum opus, e le parti centrali di Chu Ci. La paternità, come in casi della letteratura antica, non può essere né confermata né negata. Scritto in 373 versi che contengono 2.490 caratteri, Li Sao è la prima poesia lunga cinese ed è acclamata come la rappresentazione letteraria dell'elevata condotta morale e patriottismo di Qu Yuan.
Jiu Ge ("Nove canti"), anch'essa attribuita a Qu Yuan, è il primo esempio di ciò che potrebbe chiamarsi letteratura sciamanica in Cina. (Vedi Arthur Waley, The Nine Songs: A Study of Shamanism in Ancient China.)

## Sommario
```
	01	離騷 LiSao	Incontro al dolore
	02	九歌 JiuGe 	Nove canti
	03	天問 TianWen	Domande al cielo
	04	九章 JiuZhang 	Nove brani
	05	遠遊 YuanYou	Viaggi lontani
	06	卜居 BuJu       	Divinazione
	07	漁父 YuFu 	Il pescatore
	08	九辯 JiuBian	Nove mutamenti
	09	招魂 ZhaoHun	Chiamata dello spirito
	10	大招 DaZhao 	La grande chiamata
	11	惜誓 XiShi 	Dolore per la parola tradita
	12	招隱 ZhaoYin	Chiamata per un recluso
	13	七諫 QiJian	Sette rimostranze
	14	哀時 AiShi Ming	Ahimè che il mio fato non sia stato mutato
	15	九懷 JiuHuai	Nove rimpianti
	16	九歎 JiuTan 	Nove lamenti
	17	九思 JiuSi	Nove desideri

```